# Mvoumvou
Mvoumvou (s’écrit également Mvumvu) est le second arrondissement de Pointe-Noire, la capitale économique de la République du Congo.

## Historique
Mvoumvou est devenu le second arrondissement de Pointe-Noire le 10 avril 1967, décision entérinée par la délibération n° 009/85 du 20 avril 1985.
Depuis le premier maire, Lucien Bouanga Kalou, de 1967 à 1970, onze maires se sont succédé dont la dernière en date est Lauréate Liliane Mbéri née Bigny (depuis le 23 juillet 2020),mvoumvou occupe l’arrondissement 2 de Pointe-Noire.

## Liste des maires
- Lucien Bouanga Kalou (1967 - 1970)
- Alexandre Honoré Paka
- Casimir Mvoulaléa
- Foudi Victor
- Valentin Tchibota Goma[1] (2003 - 2010)
- Prosper Bouity (2010-2015)[2]
- André Guy Edmond Loemba (2015-2020)
- Lauréate Liliane Mbéri née Bigny (depuis le 23 juillet 2020)

## Limites géographiques
Mvou-Mvou, le plus petit arrondissement de Pointe-Noire, a une superficie approximative de 600 hectares soit 6km². Tout s’est construit autour de cet arrondissement qui du coup, se trouve ainsi encastré, à l’ouest de la commune de Pointe-Noire, entre les arrondissements Lumumba, Tié-Tié, Loandjili et l'océan Atlantique.
Mvoumvou est limité territorialement :
- au nord par la rivière Songolo, barrière naturelle qui le sépare de l'arrondissement numéro 4 Loandjili ;
- à l'est par l'avenue de Matendé ;
- au sud par l'avenue Moe Pratt, limite avec l’arrondissement numéro 3 Tié-Tié ;
- à l'ouest par l'océan Atlantique, bordé par la plus importante zone industrielle de la ville et par l'avenue Jean Felix-Tchicaya, limite avec l’arrondissement numéro 1 Emery Patrice Lumumba.

## Toponymie
Mvoumvou vient du toponyme "Mbu Mvumvu" qui signifie "une mer appartenant au clan " Cinganga Mvumvu ". "Mbu Mvumvu" est le nom d'un ensemble de huit génies protecteurs (sept femmes et un homme) du clan èponyme Mvumvu : 
- Mvumvu Ntèlé
- Tchimpufa tchi Mvumvu
- Bulolu Bu Mvumvu
- Tchimpembi tchi Mvumvu
- Ngand' Vata li Mvumvu
- Lujiba li Mvumvu
- Tchisamanu tchi Mvumvu
- Et Mpandji, leur unique frère.

Dérangé par ses sœurs et les bruits des pêcheurs, Mpandji quitta la lagune pour s'installer dans la forêt de Tchibota qui existait à la place du dépôt de carburant (ex Hydro-Congo) vers l'entrée du port, 
Après Tchibota, il a successivement habité la baie de Tchibété (baie de Loango) et celle de Conkouati. Sa présence sur ces sites est marquée par une forte production de coquillages.
À l'origine, la lagune Mbou Mvoumvou s'étendait du rond-point de l'ancien supermarché Score, en passant par l'Hôtel de ville et l'emplacement de l'ancien Hôtel Novotel (actuel Hôtel Elaîs) qui portait justement le nom de "Mbou Mvoumvou".
La lagune Mbou Mvoumvou fut également un réseau de rivières alimentées de temps à autre par les eaux saumâtres, qui avait une réputation d'être habitées par des génies que les Nkandi Bunzi (les ancêtres, les représentants du dieu Bunzi) appelaient Mâ-Mvoumvou.
La famille Cinganga Mvumvu contrôlait les rivières suivantes : 
- Mbu Mvumvu, qui passait par l'ex Hôtel Novotel
- Mbukudu, qui débouchait au niveau de la statue du gouverneur général du Moyen-Congo Raphaêl Antonetti
- Nkangl' Mwangl', sur l'actuel site logistique de Bos-Congo
- Nkangl' Nlow entre l'Orstom et l'océan atlantique,

A l'intérieur de la lagune, face aux bois des Amours (l'actuelle grappe de manguiers et de badamiers sur un promontoire), résidait un des génies de Mbu Mvumvu, un nkisi si, qui n'aimait aucun bruit, 
A cet endroit, la pêche se pratiquait en silence ; carpes, mulets, silures, crabes y abondaient, La bande de terre qui séparait la lagune de la mer, l'actuelle avenue du Docteur Jacques Boiuiti face au cercle civil français, s'appelait lulomba lu nkisi si, autrement dit, la sortie ou la porte du génie, le pont entre la mer et la lagune. C'est l'endroit où étaient organisées les danses rituelles favorables à la pêche. " binkangni ". Les ancêtres, en accord avec les Hiérophanies, rendaient la pêche très fructueuse.
La tradition orale vili dit que  " Le poisson ne vient pas de l'eau, mais des hommes " .
Les travaux de dragage et de remblai de cette lagune ont donné place à un quartier de villas coquettes.
La famille Cinganga Mvumvu commandait la lagune et son chef s'appelait Mbwiti.
Selon la tradition orale, bien avant la création du village de pêcheurs Ndjindji, le bourdonnement continu résultant du déferlement des vagues de la mer contre un gigantesque rocher noir, terminé par un épéron calcaire bitumeux, visible à des kilomètres, provoqua le déplacement du village de l'autre côté de la lagune.
Ce rocher, point de repère des navigateurs occidentaux depuis l'océan, sera appélé successivement Cabo Negro (traduction portugaise de Cap Noir), Punta Negra en espagnol et traduit en français par Pointe-Noire, l'actuel nom de la capitale économique.
Inquiet de la perte des valeurs et des coutumes ancestrales, le successeur de Mbwiti, son quatrième enfant et unique fils nommé Mavungu ma Mbwiti (en hommage à son grand-père) alias Nkandji Mpinda (celui qui grille les cacahuètes), transféra le village de la zone lagunaire vers l'interieur des terres, à l'endroit dénommé " les baobabs des siècles de Mvumvu ", jadis situé entre le cimetière de Mvoumvou (premier cimetière indigène de Pointe-Noire aujourd'hui rasé et remplacé par le stade Enrico Mateï) et le stade municipal de Mvoumvou débaptisé stade Casimir Mvoulaléa jusqu'en 2007.
De ce cimetière, ne subsiste que le mausolée de Nkandji Mpinda, ce chef de quartier et ce phénomène émanant des génies. Sur le fronton du mausolée trône l'inscription " N'tim Mvu Mvu " (Le cœur de Mvou-Mvou).
En juillet 1955, très âgé, il passa le témoin de chef de quartier à son fils Isidore Moutou, commis aux contributions directes.

Edifices de Mvoumvou
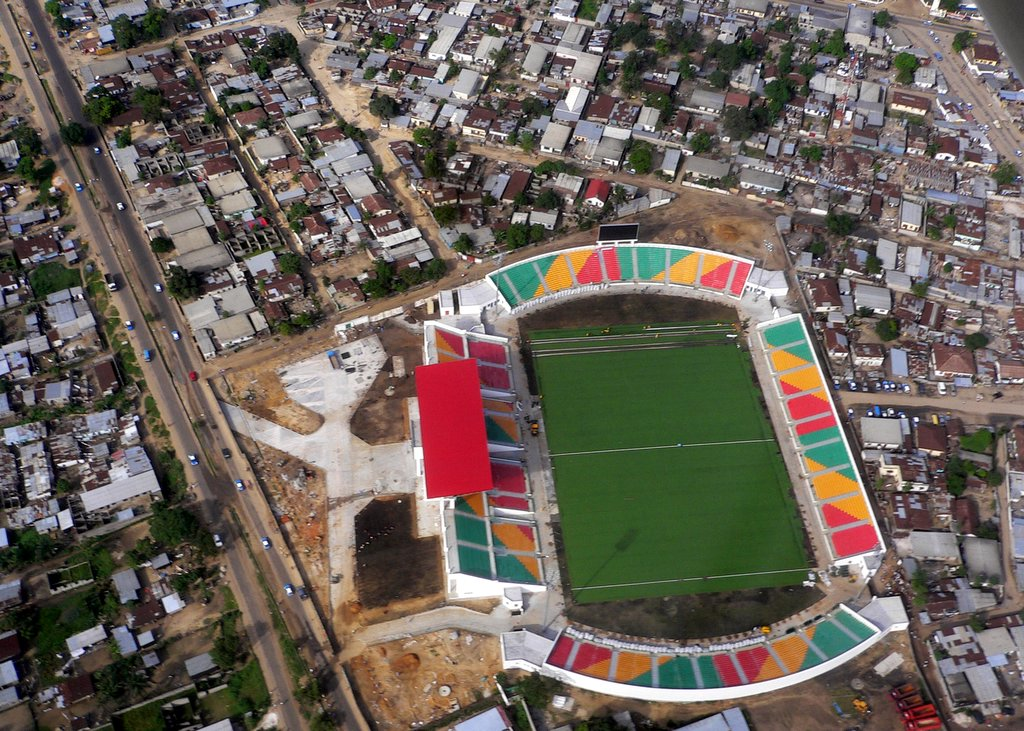
Stade municipal de Pointe-Noire.

## Quartiers
L’arrondissement 2 Mvoumvou compte onze (11) quartiers subdivisés en 43 zones et 145 blocs.

### Quartier Planches
Sa nouvelle dénomination est le quartier Latin. Ekondi Akala le considérait comme "un véritable nid du lumpenprolétariat (prolétariat en haillons)", tout comme l'arrondissement 6 de Brazzaville Talangaï, quartiers uniquement réservés à la main-d'œuvre noire pendant la période coloniale.
Il doit son nom à ses nombreuses habitations en planches de bois et s'étend de l'église saint Christophe au pont de Loandjili sur la route nationale 5 reliant Pointe-Noire au sud du Gabon. Il existe encore d'anciennes maisons en planches, vestiges des premiers quartiers de Pointe-Noire. Ces maisons, très vulnérables, notamment lorsque des incendies se déclenchent sont de plus en plus remplacées par des constructions en dur.

### Matende
Il s'agit du pluriel de litè:nda qui signifie en langue Vili, explosion ou dynamite. Ce quartier qui se situe à 500 mètres de l'emplacement de l'ancien cinéma Roy en direction du cimetière de Mongo Kamba était un ancien champ de tir de l'armée française. Les autochtones désignaient par matè:nda, les puissantes détonations qui en découlaient.
À l'époque coloniale, l'assainissement du quartier a été rendu possible par l'utilisation de buses, afin dévacuer l'eau stagnante du lac ,et construire la route menant de l'école des sœurs de saint Joseph vers le marché central.

### Autres quartiers
- Fouks
- Mahouata
- Kitoko Daniel
- La Révolution
- Rex: Nom d'une ancienne salle de projection cinématographique.
- Roy: Nom d'une ancienne salle de projection cinématographique.
- Quartier Latin
- La foire
- ORSTOM: Office de la recherche scientifique  et technique d'Outre-Mer

## Infrastructures

### Sécurité
- Un groupement naval implanté sur la frange maritime;
- Un commissariat de police situé en face du siège de l’arrondissement et un poste de police avancé au marché de la foire ;
- Une division de la surveillance du territoire située sur l’avenue Pemosso ;
- Une brigade de gendarmerie évoluant au commandement régional de gendarmerie.

### Santé
Mvoumvou est le seul arrondissement de Pointe-Noire dépourvu de structure hospitalière.
Il existe toutefois des Centres de santé intégré (CSI)
- CSI saint Joseph de Matendé
- CSI de Mahouata, le plus ancien
- CSI de Mvoumvou
- Centre national de santé sociale de Fouks

### Enseignement
- Lycée Victor Augagneur
- Collèges d'encadrement général Antoine Banthoud et Emmanuel Dadet
- Sept écoles primaires publiques
- Deux (2) structures conventionnées saint Jean Baptiste et Ma Loango

### Marchés
On trouve deux marchés domaniaux à Mvoumvou et la foire, ainsi qu'une gare routière à Mayaka ;

### Édifices réligieux
- Église catholique Saint-Christophe au rond-point Sympatic[11], au croisement des avenues Raymond Paillet et de l'Indépendance, initialement construite en planches de bois blanc tout comme le quartier "planches" voisin[12].
- Église catholique Sainte Bernadette
- Centre d'accueil des mineurs (CAM): structure co-gérée par Caritas et le diocèse de Pointe-Noire, spécialisée dans l’hébergement, la rééducation et la réinsertion socioprofessionnelle des enfants en rupture familiale. Elle soustrait donc les mineurs des dangers de la rue.
- Eglise évangélique du Congo, annexe de Matende relevant de la Paroisse de Mvoumvou et le consistoire de Fouks.
- Eglise lassyste
- Armée du salut
- Eglise Kimbanguiste
- Salle de royaume des témoins de Jéhovah